# 82092 Kalocsa
82092 Kalocsa este un asteroid din centura principală de asteroizi.

## Descriere
82092 Kalocsa este un asteroid din centura principală de asteroizi. A fost descoperit pe 27 februarie 2001 la Piszkesteto de Krisztián Sárneczky și Alíz Derekas. Asteroidul prezintă o orbită caracterizată de o semiaxă mare de 2,42 ua, o excentricitate de 0,17 și o înclinație de 2,5° în raport cu ecliptica.